# آنا پروس
آنا پروس (لهستانی: Anna Prus؛ زادهٔ ۲۱ مه ۱۹۸۱) بازیگر اهل لهستان است.

## گزیدهٔ نقش‌آفرینی‌ها

### سینما
- وقار وحشی (۲۰۰۷)

### تلویزیون
- اسکادران ۳۰۳، روایتی واقعی (۲۰۱۸)
- دوستان (۲۰۱۷)
- دوران افتخار (۲۰۱۲)
- قانون حقیقی (۲۰۱۲)
- یولیا (۲۰۱۲)
- خانه کشیش (۲۰۱۱)
- هتل ۵۲ (۲۰۱۱)
- پدر متیو (۲۰۱۱)
- دهن‌به‌دهن (۲۰۱۱)
- عشق اول (۲۰۰۹)
- پیت‌بول (۲۰۰۸)
- رنگ‌های خوشبختی (۲۰۰۷)
- کارآگاهان جنایی (۲۰۰۵)